# Jaartelling

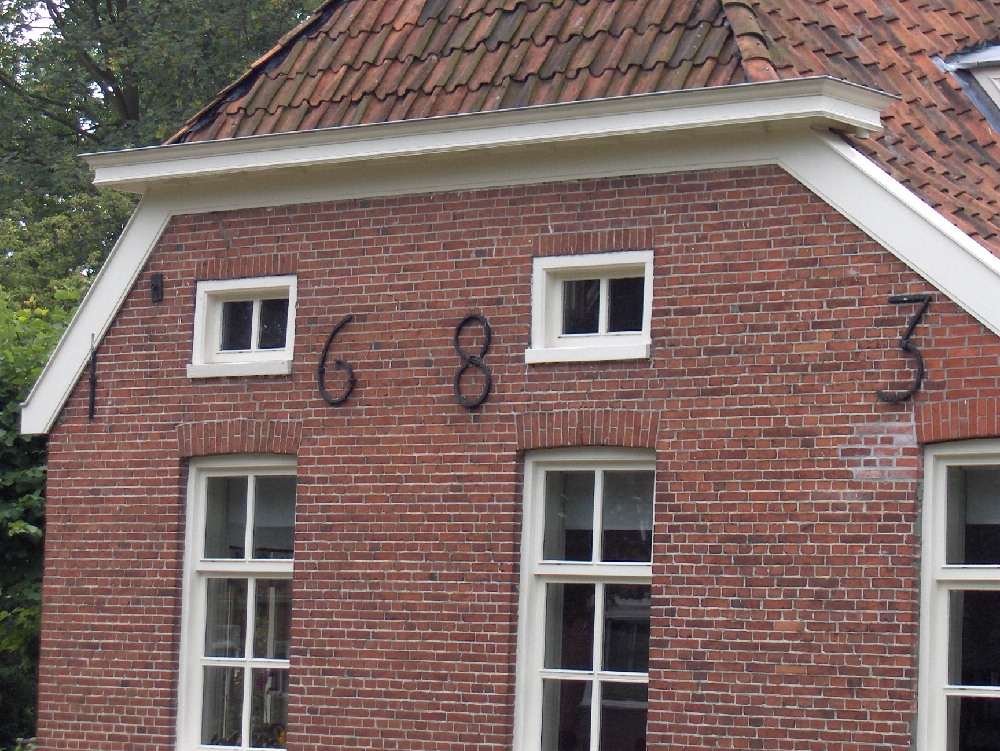
Huis met jaartal (muurankers)

Een jaartelling is een systeem van tijdrekening waarbij de tijd wordt ingedeeld in jaren die opvolgend geteld worden. Door jaartelling is het mogelijk aan te geven wanneer een bepaalde gebeurtenis heeft plaatsgevonden. Jaartelling is dan ook van groot belang in geschiedschrijving.
Het jaartal dat bij een bepaalde gebeurtenis hoort, hangt vooral af van het moment van het begin van het jaar 1, het eerste jaar in de telling en van de gemiddelde duur van een kalenderjaar. Het precieze jaartal hangt ook af van details van het kalendersysteem.

## Christelijke jaartelling
Internationaal wordt de christelijke jaartelling als standaard gehanteerd. Deze jaartelling heeft als ijkpunt het begin van het jaar waarin Jezus Christus verondersteld werd te zijn geboren. Dat jaar is het jaar 1 (n.Chr.). Het jaar daaraan direct voorafgaand is het jaar 1 v.Chr. Een jaar nul is er niet.

### Notatie
Een jaar x gelegen voor dit ijkpunt wordt veelal uitgedrukt als x voor Christus (x v.Chr.). Een jaar x gelegen na dit ijkpunt wordt aangeduid als x na Christus (x n.Chr.) of simpelweg x. In de sterrenkunde wordt om rekentechnische redenen meestal een systeem gehanteerd waarin gebeurtenissen voor het ijkpunt aangeduid met een negatief jaartal, waarbij de conventie is dat het jaar 1 v.Chr. als het jaar 0 wordt aangeduid. Het jaar x v.Chr. komt dan dus overeen met het jaar -x+1.
In sommige Engelstalige landen wordt wel een aanduiding gebruikt die niet verwijst naar de geboorte van Jezus: respectievelijk BCE (before the common era) en CE (of the common era). BC wordt echter ook vaak uitgelegd als "Before Christ". Een soortgelijke jaartelling met de aanduiding 'voor de jaartelling' was tijdens het communisme ook in gebruik in Midden- en Oost-Europa en werd ook later nog toegepast. Zo wordt naar het Engelse voorbeeld gt (gewone tijdrekening) en vgt (voor de gewone tijdrekening) gebruikt. Deze begrippen zijn niet-religieus en cultureel neutraal, terwijl de in het Nederlands gangbare begrippen na Christus en voor Christus een niet door iedereen gewenste christelijke lading hebben.
Vooral in de continenten Europa en Amerika komt ook de uitdrukking anno Domini (AD) nog voor, in het jaar des Heren, dus jaren na Christus.
Het woord "anno", in het jaar, wordt nog steeds gebruikt in verwijzing naar een jaar: "anno 1966", vaak gevolgd door "anno 
2025" of "anno nu", in het heden. 
Een jaartal bestaat momenteel uit vier cijfers. Het is echter niet ongebruikelijk dat alleen de laatste twee cijfers vermeld worden - de eeuwcijfers worden dan als bekend verondersteld. Soms wordt een apostrof gebruikt in plaats van de eeuwcijfers. Het weglaten van de eeuwcijfers in computerbestanden leidde in 2000 tot de millenniumbug. Voor eenduidigheid binnen een bepaalde context van een jaartal genoteerd met twee cijfers kan een periode van 100 jaar worden afgesproken waarin het jaar geacht wordt te liggen. In een spreadsheetprogramma kan deze periode voor het invoeren van een jaartal vaak gekozen worden, met als verstekwaarde bijvoorbeeld de periode 1930 t/m 2029. Jaartallen buiten deze periode moeten dan met vier cijfers worden ingevoerd. Deze optie geldt dan voor alle spreadsheets. Los hiervan kan voor geselecteerde velden (bijvoorbeeld een bepaalde kolom van een bepaald spreadsheet) worden ingesteld of een jaartal met twee of vier cijfers wordt weergegeven. Als het met twee cijfers gebeurt bepalen die alleen eenduidig het jaartal als bekend is dat alle jaartallen in deze velden in een bepaalde periode van 100 jaar liggen (niet noodzakelijk dezelfde als voor invoer).

### Notatie in Romeinse cijfers
Nog steeds wordt op bijvoorbeeld gebouwen (bouwjaar) in boeken (publicatie) het jaar in Romeinse cijfers geschreven. Deze worden aan elkaar geschreven. Het is een 'vertaling' van het jaar in de huidige jaartelling en heeft niets met de Romeinse jaartelling te maken.

### Geschiedenis
De christelijke jaartelling werd met terugwerkende kracht geïntroduceerd door de Scytische monnik en tijdrekenaar Dionysius Exiguus die, in of kort na 525, zijn paastabel met de hierin vervatte nieuwe jaartelling presenteerde aan officiële vertegenwoordigers van paus Johannes I. Hoewel Dionysius Exiguus de rond 400 door de Iberische historicus Orosius geïntroduceerde jaartelling Ab Urbe Condita (AUC, vanaf de stichting van de stad Rome) waarschijnlijk al kende, maar nooit gebruikte, schijnt Bonifatius IV rond 600 de eerste te zijn geweest die zich realiseerde wat het verband is tussen deze jaartelling en de christelijke jaartelling, waarbij hij kwam tot 607 voor AUC 1360. Het heeft echter uiteindelijk nog meer dan twee eeuwen geduurd voordat de christelijke jaartelling ook echt in gebruik werd genomen als een volwaardig systeem voor de datering van historische gebeurtenissen. Dat gebeurde pas in 731 door toedoen van de Engelse chronoloog en historicus Beda Venerabilis.

## Kalenders en jaartellingen
Het is een misverstand te menen dat kalender en jaartelling hetzelfde zijn. Zo is er de Romeinse kalender die in vele verschillende gedaanten sinds de stichting van Rome tot op de dag van vandaag heeft bestaan. De voorlaatste gedaante van de Romeinse kalender was de juliaanse kalender (van -45 tot 1582), met jaren van gemiddeld 365,25 dagen, de laatste de gregoriaanse kalender (vanaf het jaar 1582), met jaren van gemiddeld 365,2425 dagen. Dé Romeinse jaartelling bestaat niet, of het zou de jaartelling ab urbe condita moeten zijn, maar toen deze in gebruik genomen werd, was er al meer dan een millennium van de geschiedenis van Rome voorbij. Evenmin is er dé christelijke kalender, want van 325 tot 1582 was dat de juliaanse kalender en vanaf 1582 de gregoriaanse. De reden dat er daarentegen wel dé christelijke jaartelling is, is dat deze in het jaar 525 door Dionysius Exiguus geïntroduceerde jaartelling bedoeld was te zijn begonnen met Jezus' incarnatie. Dat Jezus mogelijk een half decennium voor het jaar 1 werd geboren, doet daar niets aan af.

## Andere jaartellingen

### In gebruik
De christelijke jaartelling is na de middeleeuwen door de Europese expansie van lieverlee gemeengoed geworden in de gehele wereld, al hanteren bepaalde volkeren of religies naast de christelijke jaartelling ook nog een eigen jaartelling:
- Maçonnieke jaartelling, vanaf 4000 v.Chr.
- Joodse jaartelling, vanaf 3761 v.Chr., met tegenwoordig jaren van gemiddeld 365 170177/689472 = 365,2468 dagen
- Chinese jaartelling, vanaf 2697 v.Chr.
- Boeddhistische jaartelling, vanaf 543 v.Chr.
- Thaise jaartelling, vanaf 543 v.Chr.
- Seleucidische jaartelling, vanaf 312 v.Chr.
- Ethiopische jaartelling, vanaf 8 n.Chr.
- Diocletiaanse jaartelling, vanaf 284 n.Chr.
- Islamitische jaartelling, vanaf 622 n.Chr., met jaren van ongeveer 354 dagen
- Japanse jaartelling, vanaf elke troonsbestijging van de keizer:
  - vanaf 1989 n.Chr. onder keizer Akihito;
  - vanaf 2019 n.Chr. onder keizer Naruhito;

### Niet meer in gebruik
- Egyptische Koningslijsten vanaf ongeveer 3000 v.Chr. tot het begin van de Christelijke jaartelling, zie ook Egyptische chronologie
- Romeinse jaartelling, vanaf 753 v.Chr.
- Spaanse jaartelling, vanaf 38 v.Chr.
- Franse Republikeinse jaartelling, vanaf 1792 n.Chr.
- Italiaanse fascistische jaartelling, vanaf 28 oktober 1922 n.Chr.

Vanouds werd vaak bij elke troonsbestijging een nieuwe jaartelling gestart. Zo staat in de Bijbel vaak een tekst als 'in het achttiende regeringsjaar van koning Jerobeam'.